# Espacio marino del Delta de l'Ebre-Illes Columbretes
Espacio marino del Delta de l'Ebre-Illes Columbretes este o arie protejată (arie de protecție specială avifaunistică — SPA) din Spania întinsă pe o suprafață de 901.708,61 ha, integral marine.

## Localizare
Centrul sitului Espacio marino del Delta de l'Ebre-Illes Columbretes este situat la coordonatele 40°21′15″N 0°50′15″E / 40.3543°N 0.8376°E.

## Înființare
Situl Espacio marino del Delta de l'Ebre-Illes Columbretes a fost declarat arie de protecție specială avifaunistică în iulie 2014 pentru a proteja 22 de specii de animale.

## Biodiversitate
Situată în ecoregiunile marină mediteraneană și mediteraneană, aria protejată nu include niciun habitat protejat.
La baza desemnării sitului se află mai multe specii protejate de  păsări (22): alca (Alca torda), Calonectris diomedea, chirighiță neagră (Chlidonias niger), cufundar polar (Gavia arctica), cufundar mare (Gavia immer), cufundar mic (Gavia stellata), pescăriță râzătoare (Gelochelidon nilotica), Hydrobates pelagicus, Hydrocoloeus minutus, Larus audouinii, pescăruș negricios (Larus fuscus), Larus genei, pescăruș-cu-cap-negru (Larus melanocephalus), Larus michahellis, pescăruș râzător (Larus ridibundus), rață neagră (Melanitta nigra), Mergus serrator, Phalacrocorax aristotelis desmarestii, Puffinus mauretanicus, chiră de baltă (Sterna hirundo), chiră mică (Sternula albifrons), chiră de mare (Thalasseus sandvicensis).